# Cantó de Reims-4
El cantó de Reims-4 és un cantó francès del departament del Marne, situat al districte de Reims. Compta amb un municipi i part del de Reims.

## Municipis
- Reims (part)
- Bétheny

## Història
| Data d'elecció                           | Identitat          | Partit        | Qualitat |
| ---------------------------------------- | ------------------ | ------------- | -------- |
| 1945-1949                                | Fernand Kinet      | PCF           |          |
| 1949-1955                                | René Bride         | MRP           |          |
| 1955-1961                                | Fernand Kinet      | PCF           |          |
| 1961-1973                                | René Bride         | Divers droite |          |
| 1973-1982                                | Georges Colin      | PS            |          |
| 1982-1988                                | Edmond Bechambes   | RPR           |          |
| 1988-2008                                | Jean-René Maillard | PS            |          |
| 2008-                                    | Sabrina Ghallal    | PS            |          |
| les dades anteriors no són pas conegudes |                    |               |          |
|                                          |                    |               |          |